# Служба занятости Бургенланда

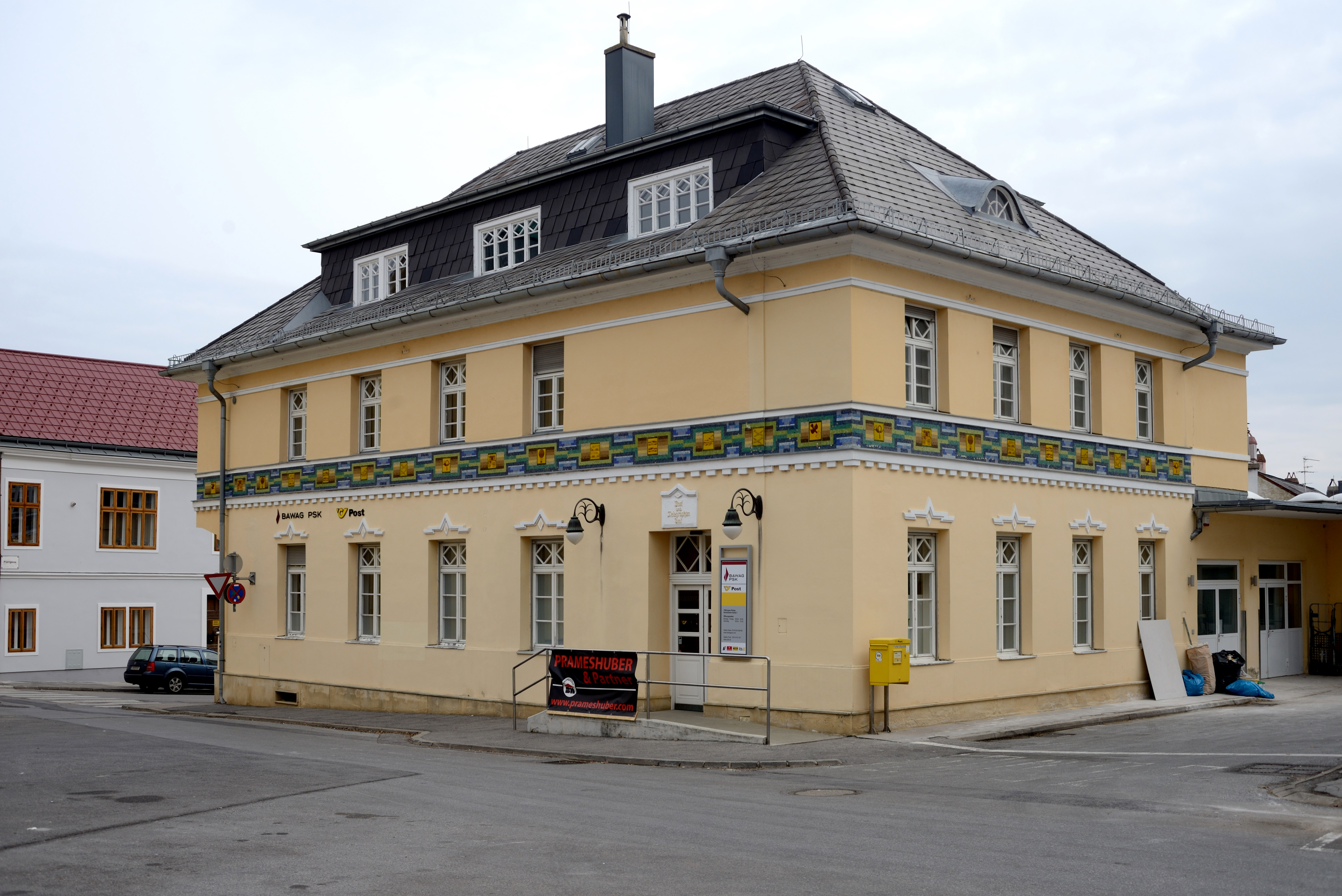
Айзенштадт: 7000 Почтамт

Логотип службы занятости Австрии

Служба занятости Бургенланда (нем. AMS Burgenland, Landesgeschäftsstelle) — государственная биржа труда в федеральной земле Бургенланд. Головной офис службы расположен в городе Айзенштадт.
Адрес службы: 7000 Айзенштадт, Йоханн-Пермайер-Штрасе, 10, тел. (02682) 692 или +43 2682 692.
Географические координаты службы занятости Бургенланда: 47°50′55″ с. ш. 16°31′42″ в. д.
Руководство службы (2016):
- Управляющий службой занятости — Магистр Хелене Зенгстбратль.

## Региональные отделения

### Карта размещения центров занятости
Легенда карты:
|  | Земельный и региональный центры занятости (в скобках указаны официальные коды земельной и региональной служб занятости Австрии) |
|  | Региональные центры занятости, расположенные в административных центрах округов (в скобках указан официальный код региональной службы занятости Австрии) |
|  | Региональные центры занятости, расположенные вне пределов административных центров округов (в скобках указан официальный код региональной службы занятости Австрии) |
|  | Административные центры округов без региональных центров занятости (в скобках указан официальный код региональной службы занятости Австрии) |
|  | Населённые пункты Бруккнойдорф, Кайзерштайнбрух и Кёнигсхоф политической общины Бруккнойдорф обслуживает региональный центр службы занятости Брукк-ан-дер-Лайта, расположенный в федеральной земле Нижняя Австрия (в скобках указан официальный код региональной службы занятости Австрии) |

### Размещение центров занятости
По состоянию на 1 января 2016 года в Бургенланде располагались семь региональных отделений (см. табл. 1, 2) и четыре профессиональных информационных центра (см. табл. 3) службы занятости:
- Пять региональных отделений службы занятости Бургенланда (Еннерсдорф, Маттерсбург, Оберварт, Оберпуллендорф и Штегерсбах) территориально полностью совпадали с политическими округами Бургенланда.
- Служба занятости Штегерсбаха, расположенная в Штегерсбахе, обслуживает всё население и всех  предпринимателей политического округа Гюссинг.
- Региональное отделение службы занятости Айзенштадта предоставляет свои услуги населению и предпринимателям на территориях политического округа Айзенштадт-Умгебунг и штатутарштадтах Айзенштадт и Руст.
- Региональное отделение службы занятости Нойзидль-ам-Зе обслуживает население и предпринимателей политического округа Нойзидль-ам-Зе, за исключением политической общины Бруккнойдорф.
- Население и предпринимателей политической общины Бруккнойдорф обслуживает региональный центр службы занятости Брукк-ан-дер-Лайта (код—306), расположенный в федеральной земле Нижняя Австрия.

В состав регионального отделения службы занятости Штегерсбаха (код—106) входили головной офис в Штегерсбахе (код—1060), а также  филиал в Еннерсдорфе (код—1061) до его упразднения в июне 2002 года.
Шесть из семи (исключение — служба занятости Еннерсдорфа), существующих в настоящее время, региональных отделений службы занятости выполняют свои функции по предоставлению услуг населению и работодателям с января 1987 года. Служба занятости Еннерсдорфа (код—107) была создана, как отдельное региональное отделение, только в январе 2002 года в связи с ликвидацией филиала (код—1061) регионального отделения службы занятости Штегерсбаха.

### Службы занятости для ищущих работу
По состоянию на 1 января 2016 года в Бургенланде располагались один земельный и семь региональных офисов службы занятости для ищущих работу.
- Часы работы офисов этих служб: понедельник÷четверг с 730 до 1530, пятница с 730 до 1300, суббота и воскресенье — выходные дни.

| Таблица 1. Региональные офисы службы занятости Бургенланда для ищущих работу (2016) | Таблица 1. Региональные офисы службы занятости Бургенланда для ищущих работу (2016) | Таблица 1. Региональные офисы службы занятости Бургенланда для ищущих работу (2016) | Таблица 1. Региональные офисы службы занятости Бургенланда для ищущих работу (2016) | Таблица 1. Региональные офисы службы занятости Бургенланда для ищущих работу (2016) | Таблица 1. Региональные офисы службы занятости Бургенланда для ищущих работу (2016) | Таблица 1. Региональные офисы службы занятости Бургенланда для ищущих работу (2016)            |
| Код | Служба занятости                                                                    | Немецкое название                                                                   | Дата образования службы                                                             | Дата ликвидации службы                                                              | Политический округ                                                                  | Местонахождение                                                                                |
| --- | ----------------------------------------------------------------------------------- | ----------------------------------------------------------------------------------- | ----------------------------------------------------------------------------------- | ----------------------------------------------------------------------------------- | ----------------------------------------------------------------------------------- | ---------------------------------------------------------------------------------------------- |
| 100 | Бургенланд                                                                          | AMS Burgenland, Landesgeschäftsstelle                                               | -                                                                                   | -                                                                                   | 101÷106, 107*, 108, 109                                                             | 7000 Айзенштадт, Йоханн-Пермайер-Штрасе, 10, тел. +43 2682 692 47°50′55″ с. ш. 16°31′42″ в. д. |
| 101 | Айзенштадт                                                                          | AMS Eisenstadt                                                                      | 01.1987                                                                             | -                                                                                   | Айзенштадт, Айзенштадт-Умгебунг, Руст                                               | 7000 Айзенштадт, Эденбургер-Штрасе, 4, тел. +43 2682 693 47°50′38″ с. ш. 16°31′32″ в. д.       |
| 102 | Маттерсбург                                                                         | AMS Mattersburg                                                                     | 01.1987                                                                             | -                                                                                   | Маттерсбург                                                                         | 7210 Маттерсбург, Моцартгассе, 2, тел. +43 2626 63106 47°44′09″ с. ш. 16°24′18″ в. д.          |
| 103 | Нойзидль-ам-Зе                                                                      | AMS Neusiedl/See                                                                    | 01.1987                                                                             | -                                                                                   | Нойзидль-ам-Зе*                                                                     | 7100 Нойзидль-ам-Зе, Винер-Штрасе, 15, тел. +43 2167 8820 47°57′11″ с. ш. 16°50′11″ в. д.      |
| 104 | Оберпуллендорф                                                                      | AMS Oberpullendorf                                                                  | 01.1987                                                                             | -                                                                                   | Оберпуллендорф                                                                      | 7350 Оберпуллендорф, Шпитальштрасе, 26, тел. +43 2612 42318 47°30′17″ с. ш. 16°30′25″ в. д.    |
| 105 | Оберварт                                                                            | AMS Oberwart                                                                        | 01.1987                                                                             | -                                                                                   | Оберварт                                                                            | 7400 Оберварт, Евангелише-Кирхенгассе, 1а, тел. +43 3352 32208 47°17′17″ с. ш. 16°12′37″ в. д. |
| 106 1060 1061 | Штегерсбах Еннерсдорф                                                               | AMS Stegersbach AMS Jennersdorf                                                     | 01.1987                                                                             | - 06.2002                                                                           | Гюссинг Еннерсдорф                                                                  | 7551 Штегерсбах, Форштадт, 3, тел. +43 3326 52312 47°09′38″ с. ш. 16°10′08″ в. д.              |
| 107 | Еннерсдорф                                                                          | AMS Jennersdorf                                                                     | 01.2002                                                                             | -                                                                                   | Еннерсдорф                                                                          | 8380 Еннерсдорф, Хауптштрасе, 27, тел. +43 3329 46035 46°56′10″ с. ш. 16°08′10″ в. д.          |
| * — Политическую общину Бруккнойдорф (политический округ Нойзидль-ам-Зе) обслуживают специалисты регионального офиса службы занятости Брукк-ан-дер-Лайта (нем. PLZ / Regionalgeschäftsstelle (AMSR — 306): 2460 Bruck an der Leitha), расположенного в городе Брукк-ан-дер-Лайта, в федеральной земле Нижняя Австрия. |                                                                                     |                                                                                     |                                                                                     |                                                                                     |                                                                                     |                                                                                                |

⇑

### Службы занятости для работодателей
По состоянию на 1 января 2016 года в Бургенланде располагались семь региональных офисов службы занятости для работодателей.
- Часы работы офисов этих служб: понедельник÷четверг с 730 до 1530, пятница с 730 до 1300, суббота и воскресенье — выходные дни.

| Таблица 2. Региональные офисы службы занятости Бургенланда для работодателей (2016) | Таблица 2. Региональные офисы службы занятости Бургенланда для работодателей (2016) | Таблица 2. Региональные офисы службы занятости Бургенланда для работодателей (2016) | Таблица 2. Региональные офисы службы занятости Бургенланда для работодателей (2016) | Таблица 2. Региональные офисы службы занятости Бургенланда для работодателей (2016)            | Таблица 2. Региональные офисы службы занятости Бургенланда для работодателей (2016) | Таблица 2. Региональные офисы службы занятости Бургенланда для работодателей (2016) |
| Код | Служба занятости                                                                    | Немецкое название                                                                   | Политический округ                                                                  | Местонахождение                                                                                |                                                                                     |                                                                                     |
| --- | ----------------------------------------------------------------------------------- | ----------------------------------------------------------------------------------- | ----------------------------------------------------------------------------------- | ---------------------------------------------------------------------------------------------- | ----------------------------------------------------------------------------------- | ----------------------------------------------------------------------------------- |
| 101 | Айзенштадт                                                                          | AMS Eisenstadt                                                                      | Айзенштадт, Айзенштадт-Умгебунг, Руст                                               | 7000 Айзенштадт, Эденбургер-Штрасе, 4, тел. +43 2682 693 47°50′38″ с. ш. 16°31′32″ в. д.       |                                                                                     |                                                                                     |
| 102 | Маттерсбург                                                                         | AMS Mattersburg                                                                     | Маттерсбург                                                                         | 7210 Маттерсбург, Моцартгассе, 2, тел. +43 2626 63106 47°44′09″ с. ш. 16°24′18″ в. д.          |                                                                                     |                                                                                     |
| 103 | Нойзидль-ам-Зе                                                                      | AMS Neusiedl/See                                                                    | Нойзидль-ам-Зе*                                                                     | 7100 Нойзидль-ам-Зе, Винер-Штрасе, 15, тел. +43 2167 8820 47°57′11″ с. ш. 16°50′11″ в. д.      |                                                                                     |                                                                                     |
| 104 | Оберпуллендорф                                                                      | AMS Oberpullendorf                                                                  | Оберпуллендорф                                                                      | 7350 Оберпуллендорф, Шпитальштрасе, 26, тел. +43 2612 42318 47°30′17″ с. ш. 16°30′25″ в. д.    |                                                                                     |                                                                                     |
| 105 | Оберварт                                                                            | AMS Oberwart                                                                        | Оберварт                                                                            | 7400 Оберварт, Евангелише-Кирхенгассе, 1а, тел. +43 3352 32208 47°17′17″ с. ш. 16°12′37″ в. д. |                                                                                     |                                                                                     |
| 106 | Штегерсбах                                                                          | AMS Stegersbach                                                                     | Гюссинг                                                                             | 7551 Штегерсбах, Форштадт, 3, тел. +43 3326 52312 47°09′38″ с. ш. 16°10′08″ в. д.              |                                                                                     |                                                                                     |
| 107 | Еннерсдорф                                                                          | AMS Jennersdorf                                                                     | Еннерсдорф                                                                          | 8380 Еннерсдорф, Хауптштрасе, 27, тел. +43 3329 46035 46°56′10″ с. ш. 16°08′10″ в. д.          |                                                                                     |                                                                                     |
| * — Политическую общину Бруккнойдорф (политический округ Нойзидль-ам-Зе) обслуживают специалисты регионального офиса службы занятости Брукк-ан-дер-Лайта (нем. PLZ / Regionalgeschäftsstelle (AMSR — 306): 2460 Bruck an der Leitha), расположенного в городе Брукк-ан-дер-Лайта, в федеральной земле Нижняя Австрия. |                                                                                     |                                                                                     |                                                                                     |                                                                                                |                                                                                     |                                                                                     |

⇑

### Профессиональные информационные центры
По состоянию на 1 января 2016 года в Бургенланде располагались четыре профессиональных информационных центра службы занятости.
- Часы работы офисов этих служб: понедельник÷четверг с 730 до 1530, пятница с 730 до 1300, суббота и воскресенье — выходные дни.

| Таблица 3. Профессиональные информационные центры Бургенланда (2016) | Таблица 3. Профессиональные информационные центры Бургенланда (2016) | Таблица 3. Профессиональные информационные центры Бургенланда (2016) | Таблица 3. Профессиональные информационные центры Бургенланда (2016) | Таблица 3. Профессиональные информационные центры Бургенланда (2016)                                  |
| Код                                                                  | Профессиональный информационный центр                                | Немецкое название                                                    | Политический округ                                                   | Местонахождение                                                                                       |
| -------------------------------------------------------------------- | -------------------------------------------------------------------- | -------------------------------------------------------------------- | -------------------------------------------------------------------- | --- |
| 101                                                                  | Айзенштадт                                                           | BIZ Eisenstadt                                                       | Айзенштадт, Айзенштадт-Умгебунг, Руст                                | 7000 Айзенштадт, Эденбургер-Штрасе, 4, тел. +43 2682 693/DW 913 47°50′38″ с. ш. 16°31′32″ в. д.       |
| 103                                                                  | Нойзидль-ам-Зе                                                       | BIZ Neusiedl/See                                                     | Нойзидль-ам-Зе                                                       | 7100 Нойзидль-ам-Зе, Винер-Штрасе, 15, тел. +43 2167 8820/DW 913 47°57′11″ с. ш. 16°50′11″ в. д.      |
| 105                                                                  | Оберварт                                                             | BIZ Oberwart                                                         | Оберварт, Оберпуллендорф                                             | 7400 Оберварт, Евангелише-Кирхенгассе, 1а, тел. +43 3352 32208/DW 913 47°17′17″ с. ш. 16°12′37″ в. д. |
| 106                                                                  | Штегерсбах                                                           | BIZ Stegersbach                                                      | Гюссинг, Еннерсдорф                                                  | 7551 Штегерсбах, Форштадт, 3, тел. +43 3326 52312/DW 913 47°09′38″ с. ш. 16°10′08″ в. д.              |

⇑

## Демографическая характеристика
По официальным данным STATISTIK AUSTRIA (Letzte Änderung am 22.01.2016), приведенным в "Arbeitsmarktbezirke"  (Paket Bevölkerungsstand 2015 - Arbeitsmarktbezirke), постоянное население на данной территории (федеральная земля Бургенланд за исключением политической общины Бруккнойдорф), по оценке на 1 января 2015 года, составило 285.400 человек (мужское — 139.687, женское — 145.713), в том числе:
- население в возрасте до 15 лет — 37.342 (мужское — 19.098, женское — 18.244) или 13,084%;
- население в трудоспособном возрасте (15÷64) — 188.863 (мужское — 95.067, женское — 93.796) или 66,175%;
- население в преклонном возрасте (свыше 65 лет) — 59.195 (мужское — 25.522, женское — 33.673) или 20,741%.

Постоянное население в разрезе региональных служб занятости было следующим:
- Служба занятости Айзенштадта (код службы — 101) — 57.242 человека;
- Служба занятости Маттерсбурга (код службы — 102) — 39.364 человека;
- Служба занятости Нойзидль-ам-Зе (код службы — 103) — 54.075 человек;
- Служба занятости Оберпуллендорфа (код службы — 104) — 37.622 человека;
- Служба занятости Оберварта (код службы — 105) — 53.610 человек;
- Служба занятости Штегерсбаха (код службы — 106) — 26.272 человека;
- Служба занятости Еннерсдорфа (код службы — 107) — 17.215 человек.[6]

⇑

## Доказательства и источники
- Региональные округа службы занятости Австрии Arbeitsmarktbezirke (Quelle: Statistik Austria) (нем.)
- Интерактивные карты земель, округов, общин и служб занятости Австрии (нем.)
- Австрийская информационная система Rechtsinformationssystem des Bundes (RIS) (нем.)
- Исторические законы и нормативные акты ALEX Historische Rechts- und Gesetzestexte Online (нем.)
- Географические справочники, 1903÷1908 GenWiki (нем.)
- Географические справочники GenWiki (нем.)
- Австрия GenWiki (нем.)
- Региональный научно-исследовательский портал GenWiki (нем.)

⇑

## Внешние ссылки
- Немецко-русский переводчик, Google
- Веб-сайт службы занятости Бургенланда (нем.)
- Географические координаты службы занятости Бургенланда: 47°50′55″ с. ш. 16°31′42″ в. д.HGЯO
- Рабочие вакансии на рынке труда Австрии Jobsuche und Jobbörsen in Österreich (нем.)
- Служба занятости Австрии (AMS Österreich) (нем.)
- Работа в странах Европейского Союза (EU-Jobberatung des AMS) (нем.)

## Лицензия
- Лицензия: Namensnennung 3.0 Österreich (CC BY 3.0 AT) (нем.)